# 小行星7727
小行星7727（7727 Chepurova）是一颗绕太阳运转的小行星，为主小行星带小行星。该小行星于1975年3月8日发现。

## 轨道参数
小行星7727的轨道半长轴为2.3587244 UA，离心率为0.146。